# Patricia Neal
Patsy Louise Neal (Packard, 20 gennaio 1926 – Edgartown, 8 agosto 2010) è stata un'attrice statunitense.

## Biografia
Patricia Neal crebbe a Knoxville, nel Tennessee, e studiò dizione e recitazione alla Northwestern University, dove ebbe come compagni di studi Cloris Leachman, Paul Lynde, Charlotte Rae, Charlton Heston, Martha Hyer e Agnes Nixon. Trasferitasi a New York, debuttò a Broadway nella pièce The Voice of the Turtle e nel 1947 vinse il Tony Award come migliore attrice drammatica non protagonista per Another Part of the Forest. Il suo debutto sul grande schermo risale al 1949, anno in cui apparve in tre film: La sposa rubata di David Butler, Cuore solitario di Vincent Sherman, e La fonte meravigliosa di King Vidor.
Sul set di quest'ultimo film, la Neal ebbe come partner Gary Cooper, più anziano di lei di 25 anni. I due attori si innamorarono e nel 1951 Cooper si separò dalla moglie Veronica Balfe con l'intenzione di sposare la Neal, ma poi non chiese mai il divorzio, si riconciliò con la moglie e la relazione con la Neal si concluse. In seguito, l'attrice avrebbe detto di Gary Cooper: «Era un uomo incredibilmente attraente. Anche brillante, sebbene alcune persone non la pensino così».

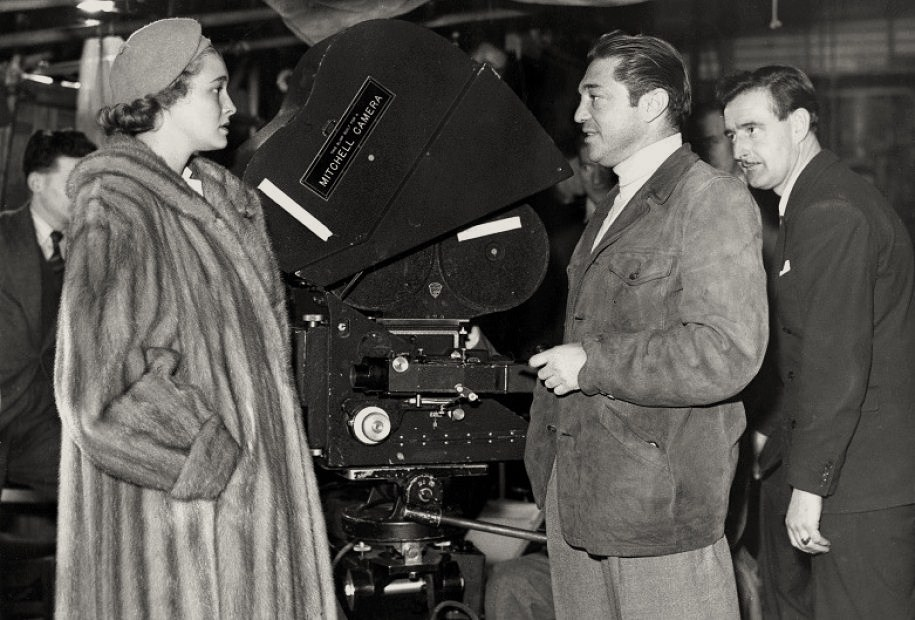
Patricia Neal con Vincent Sherman e Wilkie Cooper sul set di Cuore solitario

La Neal proseguì con successo la propria carriera cinematografica, interpretando film quali Le foglie d'oro (1950) di Michael Curtiz, Tre segreti (1950) di Robert Wise, il celeberrimo capolavoro di fantascienza Ultimatum alla Terra (1951) di Robert Wise, Corriere diplomatico (1952) di Henry Hathaway, il capolavoro di Elia Kazan Un volto nella folla (1957), Colazione da Tiffany (1961) di Blake Edwards, in cui era la matura rivale in amore della protagonista Audrey Hepburn, entrambe legate a George Peppard. Nel 1954 interpretò in Italia il film La tua donna di Giovanni Paolucci, accanto a Massimo Girotti. Con il ruolo di Alma Brown nel drammatico Hud il selvaggio (1963) di Martin Ritt, accanto a Paul Newman e Melvyn Douglas, ottenne il premio Oscar alla miglior attrice.
Nel 1953 sposò lo scrittore britannico Roald Dahl, autore de I Gremlins (1943) e di altri celebri libri per bambini, tra cui La fabbrica di cioccolato (1964). Dal matrimonio nacquero cinque figli, Ophelia, Tessa (oggi sceneggiatrice), Theo e Lucy. Un'altra figlia, Olivia Twenty, nata il 20 aprile 1955, morì il 17 novembre 1962, a sette anni, per complicazioni da morbillo. Nel febbraio del 1965, prima dell'uscita suo ultimo film Prima vittoria di Otto Preminger, la trentanovenne attrice fu colpita da diversi ictus, proprio mentre era in attesa della nascita di Lucy. Restò in coma per 21 giorni, ma riprese conoscenza e la bambina nacque sana. Semiparalizzata e incapace di parlare, grazie a un intensivo programma di riabilitazione presso il Fort Sanders Regional Medical Center di Knoxville (che dal 1978 porta il suo nome), con una tenacia e una forza di volontà che commossero l'America, riuscì a riprendersi. Ricordando, la Neal disse: «Ero testarda, ecco tutto».
Nel 1967 le fu offerto il ruolo di Mrs. Robinson in Il laureato di Mike Nichols, ma rinunciò poiché non aveva ancora terminato il proprio percorso riabilitativo, e la parte andò ad Anne Bancroft. Ripresasi, ottenne una nuova candidatura all'Oscar per il film La signora amava le rose (1968) di Ulu Grosbard, e continuò a recitare sia al cinema che in tv, ottenendo tre candidature agli Emmy, gli Oscar della televisione americana. Successivamente apparve nei film Casablanca Passage (1979) di J. Lee Thompson e Storie di fantasmi (1981) di John Irvin, ove recitò nuovamente con Melvyn Douglas. Tra i suoi ultimi lavori da ricordare la miniserie televisiva Heidi (1993), in cui interpretò la nonna cieca di Peter, e i film La fortuna di Cookie (1999) di Robert Altman e Flying by (2009) di Jim Amatulli, il suo ultimo film.
Nel 1981 la sua storia e la sua lotta divenne un film televisivo, The Patricia Neal Story, in cui fu impersonata da Glenda Jackson. Nel 1986 fu premiata con il Women's International Center (WIC) Living Legacy Award, mentre nel 1988 pubblicò l'autobiografia, dal titolo As I Am: An Autobiography.
Nel 1983 divorziò da Roald Dahl dopo trent'anni di matrimonio. Lui si risposò lo stesso anno con un'amica della Neal, Felicity Ann d'Abreu Crosland. Tra i loro sette nipoti, c'è anche la modella e attrice Sophie Dahl, figlia di Tessa. Dopo la pubblicazione nel 2006 di una biografia scritta da Stephen Michael Shearer, Patricia Neal: An Unquiet Life, nel 2007 l'attrice fu premiata con il Lifetime Achievement Award all'annuale SunDeis Film Festival presso la Brandeis University, dove fu anche proiettato il film Un volto nella folla. Malata di cancro ai polmoni, Patricia Neal morì l'8 agosto 2010 a 84 anni nella sua casa di Edgartown, nella zona di Martha's Vineyard (Massachusetts).

## Filmografia

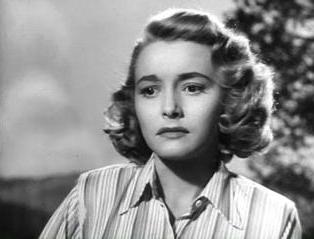
Nel film La fonte meravigliosa

### Cinema
- La sposa rubata (John Loves Mary), regia di David Butler (1949)
- La fonte meravigliosa (The Fountainhead), regia di King Vidor (1949)
- L'amore non può attendere (It's a Great Feeling), regia di David Butler (1949) cameo, non accreditata
- Cuore solitario (The Hasty Heart), regia di Vincent Sherman (1949)
- Le foglie d'oro (Bright Leaf), regia di Michael Curtiz (1950)
- Golfo del Messico (The Breaking Point), regia di Michael Curtiz (1950)
- Tre segreti (Three Secrets), regia di Robert Wise (1950)
- Lo squalo tonante (Operation Pacific), regia di George Waggner (1951)
- Il passo dell'avvoltoio (Raton Pass), regia di Edwin L. Marin (1951)
- Ultimatum alla Terra (The Day the Earth Stood Still), regia di Robert Wise (1951)
- Vedovo cerca moglie (Week-End with Father), regia di Douglas Sirk (1951)
- Corriere diplomatico (Diplomatic Courier), regia di Henry Hathaway (1952)
- Washington Story, regia di Robert Pirosh (1952)
- Something for the Birds, regia di Robert Wise (1952)
- La tua donna, regia di Giovanni Paolucci (1954)
- Stranger from Venus, regia di Burt Balaban (1954)
- Un volto nella folla (A Face in the Crowd), regia di Elia Kazan (1957)
- Colazione da Tiffany (Breakfast at Tiffany's), regia di Blake Edwards (1961)
- Hud il selvaggio (Hud), regia di Martin Ritt (1963)
- Psyche 59, regia di Alexander Singer (1964)
- Prima vittoria (In Harm's Way), regia di Otto Preminger (1965)
- La signora amava le rose (The Subject Was Roses), regia di Ulu Grosbard (1968)
- The Night Digger, regia di Alastair Reid (1971)
- Baxter!, regia di Lionel Jeffries (1973)
- Happy Mother's Day, Love George, regia di Darren McGavin (1973)
- Hay que matar a B., regia di José Luis Borau (1975)
- Nido de viudas, regia di Tony Navarro (1977)
- Casablanca Passage (The Passage), regia di J. Lee Thompson (1979)
- Storie di fantasmi (Ghost Story), regia di John Irvin (1981)
- An Unremarkable Life, regia di Amin Q. Chaudhri (1989)
- La fortuna di Cookie (Cookie's Fortune), regia di Robert Altman (1999)
- For the Love of May, regia di Mary Beth McDonough (2000)
- Flying By, regia di Jim Amatulli (2009)

### Televisione
- Pursuit – serie TV, episodio 1x10 (1958)
- Scacco matto (Checkmate) – serie TV, episodio 2x16 (1962)
- Ben Casey – serie TV, episodio 2x29 (1963)
- Missione segreta (Espionage) – serie TV, episodio 1x02 (1963)
- La casa nella prateria (Little House on the Prairie) – serie TV, episodio 2x07 (1975)
- La signora in giallo (Murder, She Wrote) – serie TV, 1 episodio 7x10 (1990)
- Heidi, regia di Michael Ray Rhodes – miniserie TV (1993)

## Teatro
- Another Part of the Forest, scritto e diretto da Lillian Hellman. Helen Hayes Theater di Broadway (1946)
- La calunnia, scritto e diretto da Lillian Hellman. Eugene O'Neill Theatre di Broadway (1952)
- A Roomful of Roses, di Edith Somer, regia di Guthrie McClintic. Playhouse Theatre di Broadway (1955)
- La gatta sul tetto che scotta, di Tennessee Williams, regia di Elia Kazan. Morosco Theatre di Broadway (1956)
- Anna dei miracoli, di William Gibson, regia di Arthur Penn. Playhouse Theatre di Broadway (1959)

## Riconoscimenti
- Premio Oscar
  - 1964 – Miglior attrice protagonista per Hud il selvaggio
  - 1969 – Candidatura per la miglior attrice protagonista per La signora amava le rose
- Golden Globe
  - 1964 – Candidatura per la migliore attrice non protagonista per Hud il selvaggio
  - 1972 – Miglior attrice in una serie drammatica per The Homecoming: A Christmas Story
- BAFTA Awards
  - 1964 – Migliore attrice straniera per Hud il selvaggio
  - 1966 – Migliore attrice straniera per Prima vittoria
- National Board of Review
  - 1963 – Miglior attrice per Hud il selvaggio
  - 1982 – Premio alla carriera
- New York Film Critics Circle Awards
  - 1963 – Miglior attrice protagonista per Hud il selvaggio
- Laurel Awards
  - 1964 – Miglior attrice in un film drammatico per Hud il selvaggio
  - 1970 – Candidatura per la miglior attrice in un film drammatico per La signora amava le rose
- Primetime Emmy Awards
  - 1972 – Candidatura per la miglior attrice protagonista in un singolo episodio di una serie televisiva per Una famiglia americana (per l'episodio The Homecoming: A Christmas Story)
  - 1977 – Candidatura per la miglior attrice non protagonista in un film per la televisione o miniserie per Tail Gunner Joe
  - 1980 – Candidatura per la miglior attrice non protagonista in un film per la televisione o miniserie per Niente di nuovo sul fronte occidentale
- Tony Award
  - 1947 – Miglior attrice non protagonista in un'opera teatrale per Another Part of the Forest
- Online Film & Television Association
  - 1999 – Candidatura per il miglior cast per La fortuna di Cookie (condivisa con il resto del cast)
- Las Vegas Film Critics Society Awards
  - 2000 – Candidatura al Sierra Award alla miglior attrice non protagonista per La fortuna di Cookie
- Rhode Island International Film Festival
  - 2000 – Premio alla carriera
- WorldFest-Houston International Film Festival
  - 2009 – Premio alla carriera

## Doppiatrici italiane
- Franca Dominici ne La fonte meravigliosa, Le foglie d'oro, Golfo del Messico, Tre segreti, Lo squalo tonante, Il passo dell'avvoltoio
- Lydia Simoneschi in  La tua donna, Un volto nella folla
- Clelia Bernacchi in Cuore solitario
- Giovanna Scotto in Ultimatum alla Terra
- Rina Morelli in Vedovo cerca moglie
- Francesca Palopoli in Hallmark Hall of Fame
- Tina Lattanzi in Corriere diplomatico
- Rosetta Calavetta in Colazione da Tiffany
- Dhia Cristiani in Hud il selvaggio
- Anna Miserocchi in Prima vittoria
- Adriana De Roberto in La signora amava le rose
- Alina Moradei in La casa nella prateria
- Wanda Tettoni in Heidi
- Isa Bellini in La fortuna di Cookie